# NGC 3099B
NGC 3099B في الفهرس العام الجديد، هي مجرة، تقع في كوكبة الأسد الأصغر. اكتشفت بواسطة ويليام هيرشل.

## روابط خارجية
- NGC 3099B على موقع ويكي سكاي: DSS2, SDSS, GALEX, IRAS, Hydrogen α, X-Ray, Astrophoto, Sky Map, Articles and images